# Carl Mühl
Carl Mühl (* 11. Januar 1869 in Breitnau; † 23. März 1955) war ein deutscher Entomologe.

## Leben
Carl Mühl stammte aus einer Familie, in der seit 1634 der Beruf des Lehrers üblich war. Er besuchte das Gymnasium in Ettenheim, konnte jedoch nicht das Lehrerseminar absolvieren, da dies nach dem frühen Tod seines Vaters nur noch dem ältesten der vier Kinder ermöglicht werden konnte. Carl Mühl trat stattdessen eine Ausbildungsstelle bei seinem Onkel Ludwig Mühl, der als Notar in Baden-Baden arbeitete, an. Diese Ausbildung wurde vorzeitig abgebrochen und Mühl absolvierte stattdessen eine Friseurlehre. Nach seiner Gesellenzeit ließ er sich in Stuttgart nieder, wo er die württembergische Staatsbürgerschaft erwarb und eine Familie gründete. Autodidaktisch verschaffte er sich Kenntnisse der Entomologie. Seine Exkursionen führten ihn in die Stuttgarter Wälder. 
Carl Mühl veröffentlichte in Verlag Strecker & Schröder die Fachbücher Raupen und Schmetterlinge (1908) und Larven und Käfer (1909). Um 1900 wohnte Carl Mühl in der Kasernenstraße 20 in Stuttgart, später in der Seidenstraße 14 und dann in der Schwabstraße 199. Obwohl er den Friseurberuf nicht aus Leidenschaft ergriffen hatte, ließ er sich 1903 einen Bartwichsebehälter mit einschraubbarem Presskolben patentieren.
Nachdem seine Ehefrau gegen Ende des Ersten Weltkrieges einer Grippeepidemie zum Opfer gefallen war und seine Söhne erwachsen waren, gab Carl Mühl sein Friseurgeschäft auf und verdiente seinen Lebensunterhalt als Präparator. Zu seinen Kunden gehörten der Kosmos-Verlag und Schulen. Mühl, der Mitglied des Stuttgarter Entomologischen Vereins war, stellte 1939 seine Schädlingsbiologien auf dem Killesberg aus. 
Während des Zweiten Weltkrieges blieb er trotz seines hohen Alters in seiner Wohnung in der Schwabstraße in Stuttgart. Als infolge der Bombenangriff die Liederhalle am 8. Oktober 1943 brannte, gelang es dem 75-Jährigen, die wissenschaftlichen Bücher des Entomologischen Vereins aus dem dortigen Vereinszimmer zu retten. Ein Teil der Bibliothek wurde allerdings später in der Stuttgarter Naturaliensammlung durch Kriegseinwirkung vernichtet.

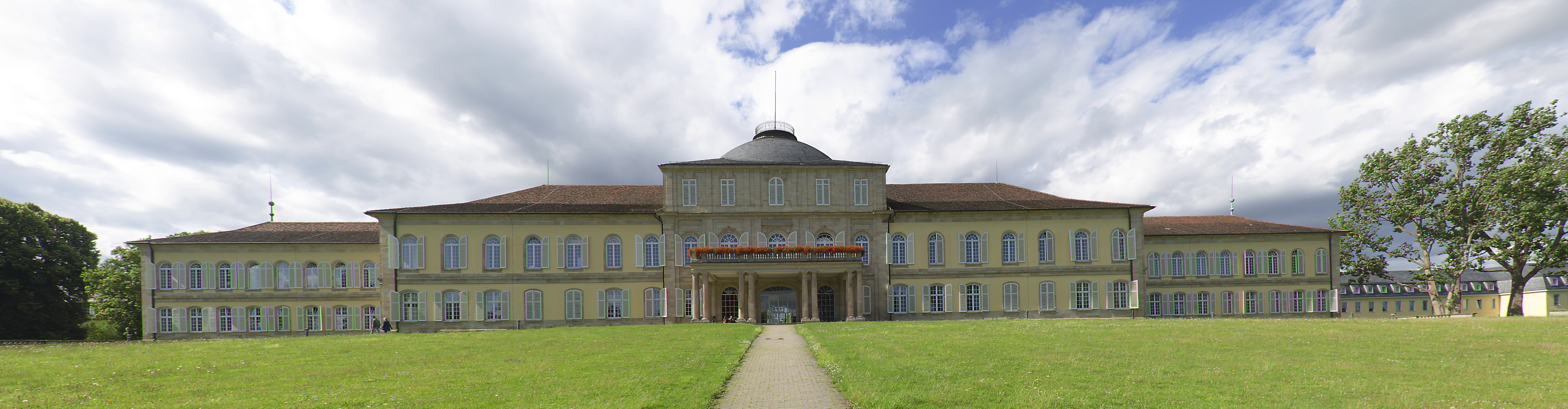
Im obersten Geschoss des Schlosses Hohenheim befindet sich das Zoologische und Tiermedizinische Museum der Universität

Etwa 150 Insektenbiologien von Carl Mühls Hand befinden sich heute im Zoologischen Museum der Universität Hohenheim. Viele davon haben land- oder forstwirtschaftliche Schadinsekten zum Thema. Die Insektenbiologien Mühls gelten als kunsthandwerklich meisterliche Zusammenstellungen der Lebensbilder von Insekten in ihren Larven- und Verpuppungsstadien und machen anschaulich, welche Schäden durch diese Tiere hervorgerufen werden können.